# Sep Ruf
Sep Ruf, nato Franz Joseph Ruf (Monaco di Baviera, 9 marzo 1908 – Monaco di Baviera, 29 luglio 1982), è stato un architetto tedesco.

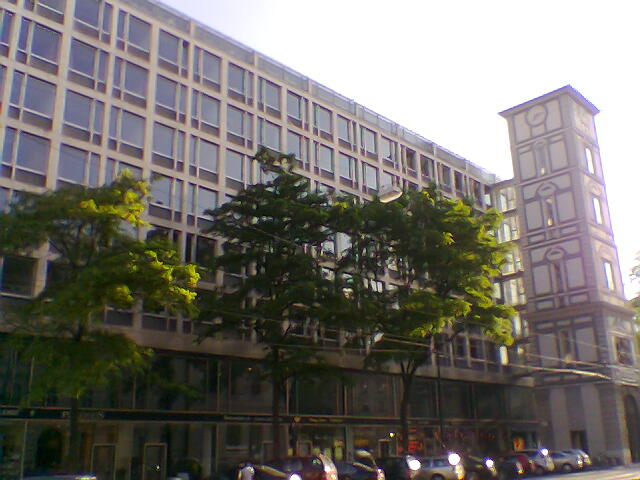
Herzog-Max-Burg a Monaco di Baviera

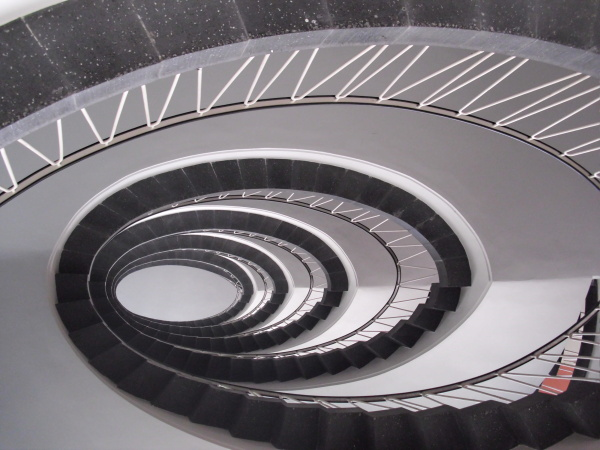
Neue Maxburg a Monaco di Baviera scala

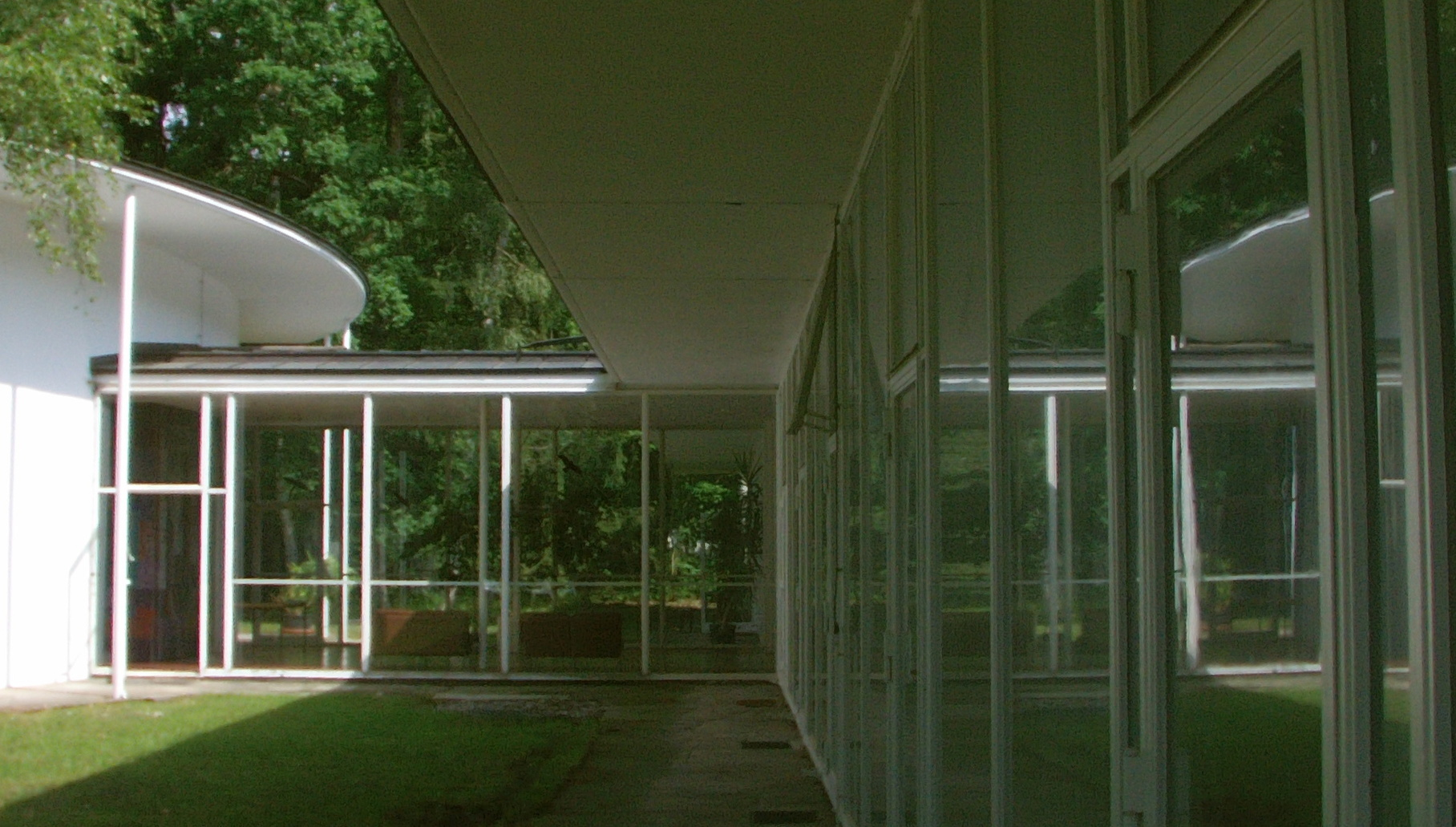
Accademia delle Belle Arti di Norimberga

Le sue costruzioni innovative divennero tipiche per tutta la architettura del dopoguerra tedesco.

## Biografia
Ha frequentato nel 1926-1931 la facoltà di architettura della Università tecnica di Monaco di Baviera. Dopo aver conseguito il Diploma di tedesco professore German Bestelmeyer nel 1931 ha iniziato la sua attività come architetto. Ha frequentato Walter Gropius, Ludwig Mies van der Rohe e Richard Neutra. Era inoltre amico di Marino Marini e di Bruno Pulga. Ha recepito le idee della scuola Bauhaus.
Nel 1947-1953 è stato docente presso l'Accademia delle Belle Arti di Norimberga, ha poi insegnato architettura e urbanistica presso l'Accademia delle belle arti di Monaco di Baviera, di cui è stato Presidente nel 1958-1961. Nel 1971 è stato nominato membro onorario. Nel 1955-1982 è stato membro e membro fondatore presso l'Accademia delle Belle Arti di Berlino Ovest.
La sua reputazione è iniziata grazie alla realizzazione di edifici scolastici pubblici e case private in tutta la Germania ispirate alla scuola Bauhaus, ma ha influenzato principalmente la città di Monaco e Norimberga dopo la seconda guerra mondiale.
Dopo la guerra ha sviluppato il suo stile, tipicamente una progettazione ridotta all'essenziale, pareti trasparenti e tetti di forma leggermente snella.
Tra le sue opere si ricordano l'Accademia delle Belle Arti di Norimberga (1952-1954), il Palazzo di Giustizia (1954-1956 con Theo Pabst sul sito della ex Maxburg a Monaco, l'Istituto Max Planck per la fisica e astrofisica a Monaco di Baviera (1953-1957), due case nel quartiere Hansa di Berlino (costruito nell'ambito dell'esposizione Interbau 57), ampliamento e trasformazione del Museo nazionale tedesco di Norimberga (1956-1967), complesso di otto edifici esistenti sul padiglione tedesco alla esposizione universale di Bruxelles nel 1958 (con Egon Eiermann), Chiesa di San Giovanni da Capestrano a Monaco di Baviera (1958-1960), l'ambasciata americana a Bonn - Bad Godesberg (1959), la residenza del cancelliere a Bonn (1963-1965), 2014 il contributo della Germania a la biennale architettura di Venezia, il grattacielo della banca del BHF in Francoforte, il Centro tecnico della Vereinsbank a Monaco di Baviera (1974), la cappella del seminario di Fulda (1966-1968).

## Edifici (selezione)

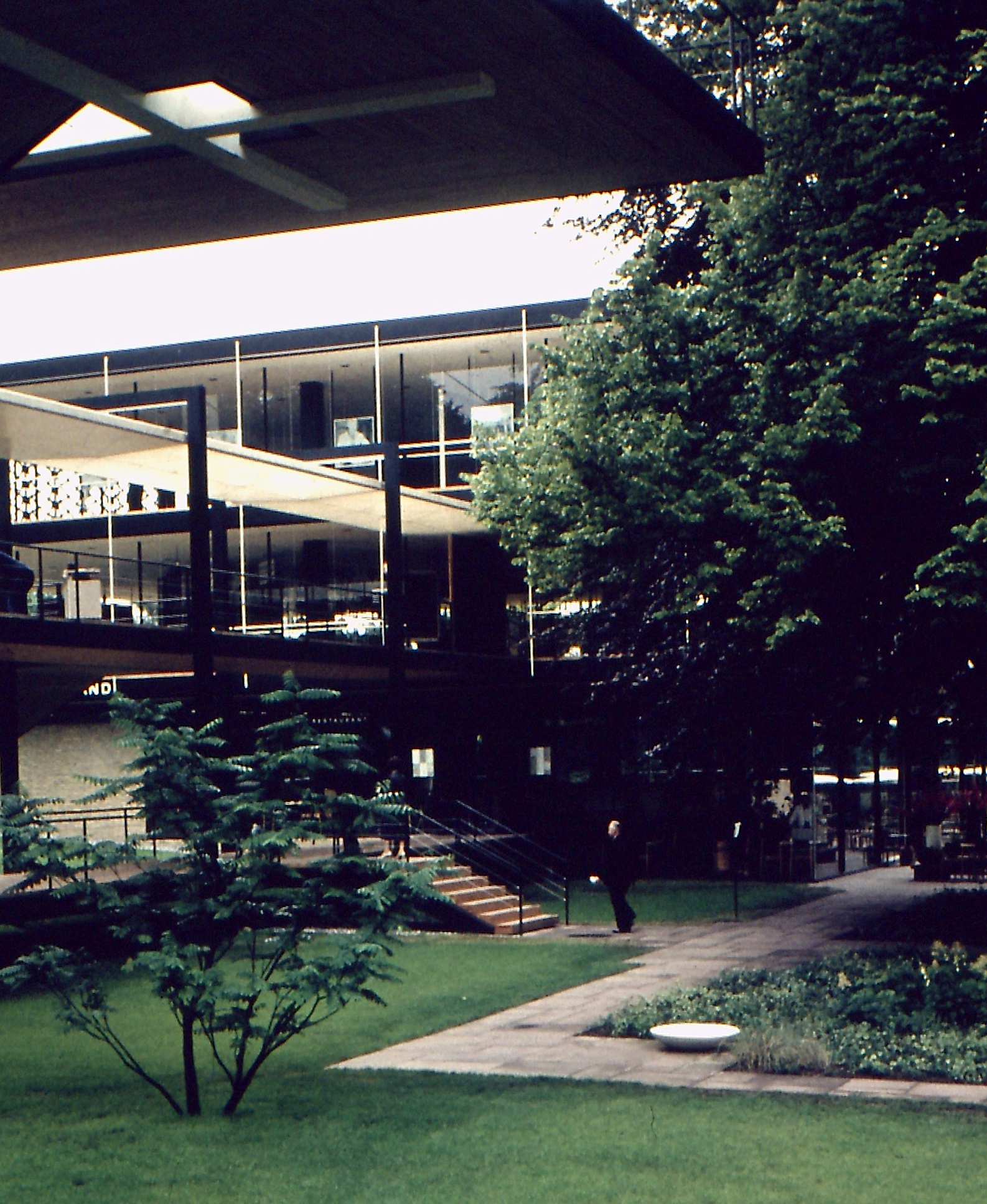
Expo Brüssel 1958

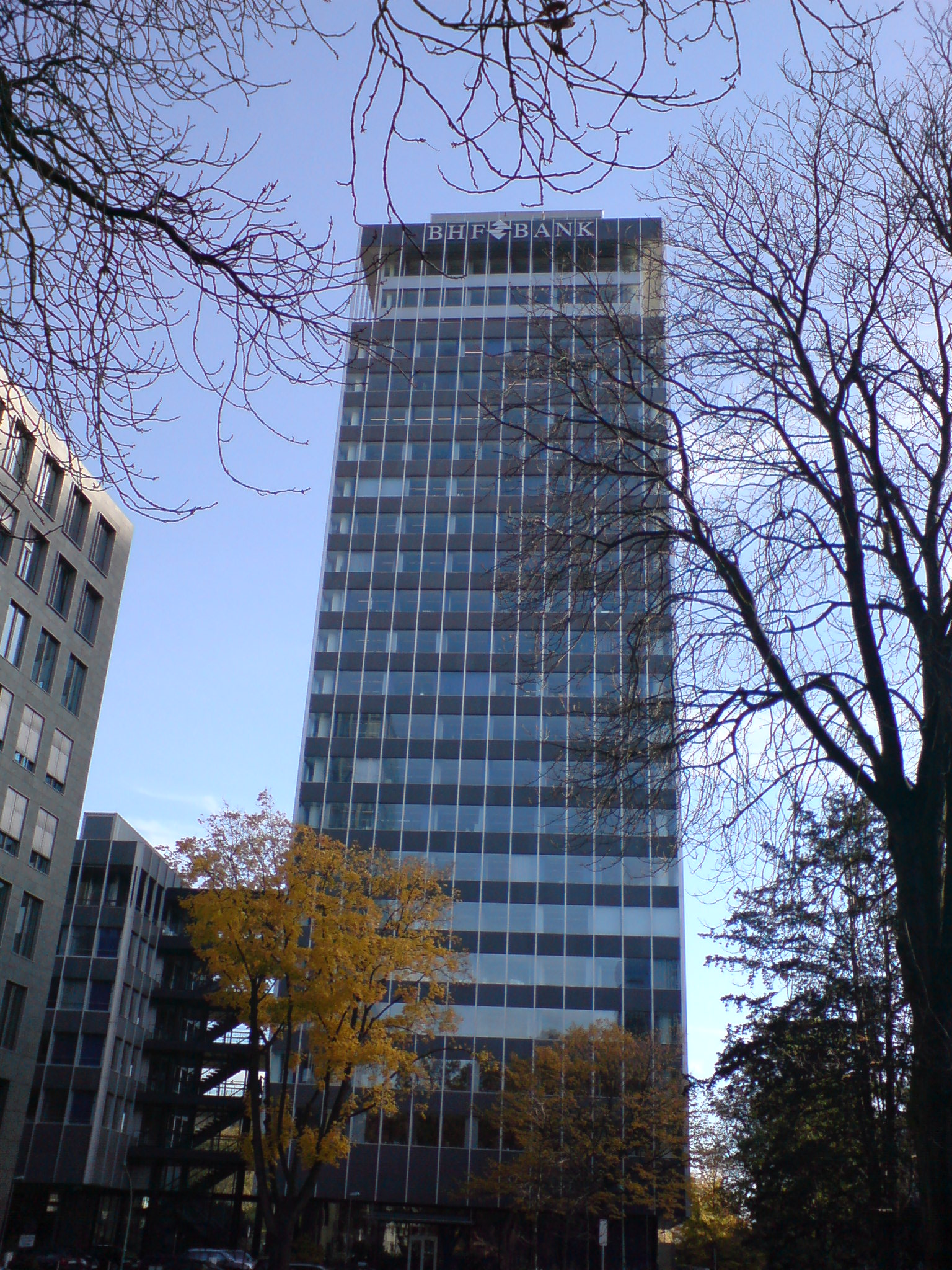
banca BHF Francoforte del Meno

- 1931.1933 casa per Dr. Karl Schwend in Monaco di Baviera, con un tetto piatto
- 1933-1934: partecipazione a progetti individuali per il villaggio modello Ramersdorf
- 1934–1936: insediamento Herrenwies (oggi: Hugo Junkers) in Grünwald a Monaco
- 1936–1940: scuola elementare di Monaco di Baviera Allach
- 1936–1938: Caserma d'Artiglieria di montagna "Kaserne Kemmel" di Murnau sul lago Staffel
- 1938: insediamento Bernese sul viale Einhorn a Monaco di Baviera
- 1939: ampliamento del scuola elementare di Monaco di Baviera Allach con un neo-oblogatoria allargamento del "Hochlandheim"
- 1947–1950: Chiesa di Cristo a Monaco di Baviera- Nymphenburg
- 1949–1951: Banca bavarese di Norimberga
- 1950–1952: Prima "torre residenziale" di Monaco in Theresienstraße 46-48
- 1951: ambasciata del USA a Bonn-Bad-Godesberg
- 1952–1954: Accademia delle Belle Arti di Norimberga
- 1952–1955: Bungalows a Gmund am Tegernsee, compresa la residenza e il bungalow del defunto cancelliere Ludwig Erhard
- 1952–1957: New Maxburg a Monaco di Baviera
- 1953–1954: Hirschelgasse Residence 36-42 a Norimberga
- 1953–1954: Chiesa cattolica parrocchiale dei Santi XII Apostoli di Monaco- Laim
- 1953–1978: ricostruzione del Museo Nazionale Tedesco di Norimberga, Germanisches Nationalmuseum
- 1957–1959: Consolato Generale Statunitense di Monaco di Baviera
- 1956: Rappresentanza bavarese in Bonn
- 1956-1957: Interbau 57, Hansaviertel, due case
- 1956–1957: Royal Filmpalast alla Goethe-Platz a Monaco di Baviera
- 1957–1960: Istituto Max Planck per la fisica, Istituto Werner Heisenberg di Monaco di Baviera-Freimann (in stretta collaborazione con Werner Heisenberg)
- 1957–1960: San Giovanni da Capestrano, a Monaco-Bogenhausen
- 1958: Università tedesca di scienze amministrative in Spira
- 1958: Padiglione tedesco per l'Esposizione Universale di Bruxelles, Expo 1958
- 1959: Ambasciata statunitense a Bad Godesberg
- 1960-1963 residenza del Nicolas Hayek a Svizzera
- 1963–1966: Rettore a Bonn per il cancelliere della repubblica federale di Germania
- 1964–1966: Olaf Gulbransson Museum di Tegernsee
- 1966: Ristrutturazione ala est della Biblioteca di Stato Bavarese di Monaco di Baviera, Bayerische Staatsbibliothek
- 1968–1970: Centro Tecnico HypoVereinsbank "A Tivoli" a Monaco di Baviera
- 1969 Ripristino del podere Quercesola in Toscana per se stessi
- 1970: Sede della BHF-Bank di Francoforte sul Meno un grattacielo
- 1970–1972: Hotel Hilton in Monaco
- 1972-1977 Antico Podere Gagliole per Rolf Becker Toscana
- 1978–1982: Hall dell'Aria e dello Spazio del Deutsches Museum di Monaco di Baviera

## Premi
- 1953: Cultura del Comune di Norimberga
- 1976: Medaglia Theodor Heuss
- 1978: Bonifatius-Medaille des Bistums Fulda
- 1980: Cultura di Monaco di Baviera